# Uronica

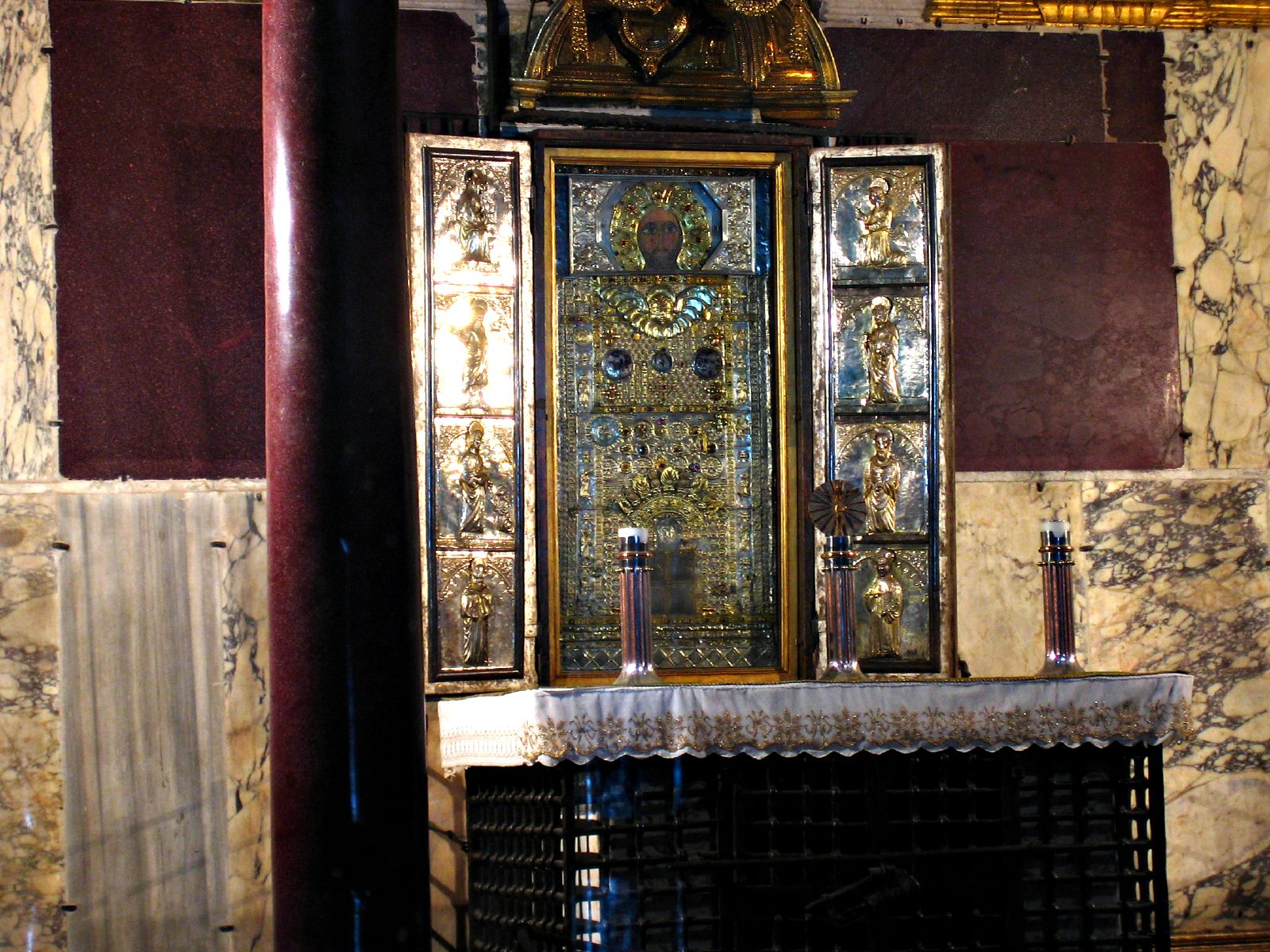
La imagen.

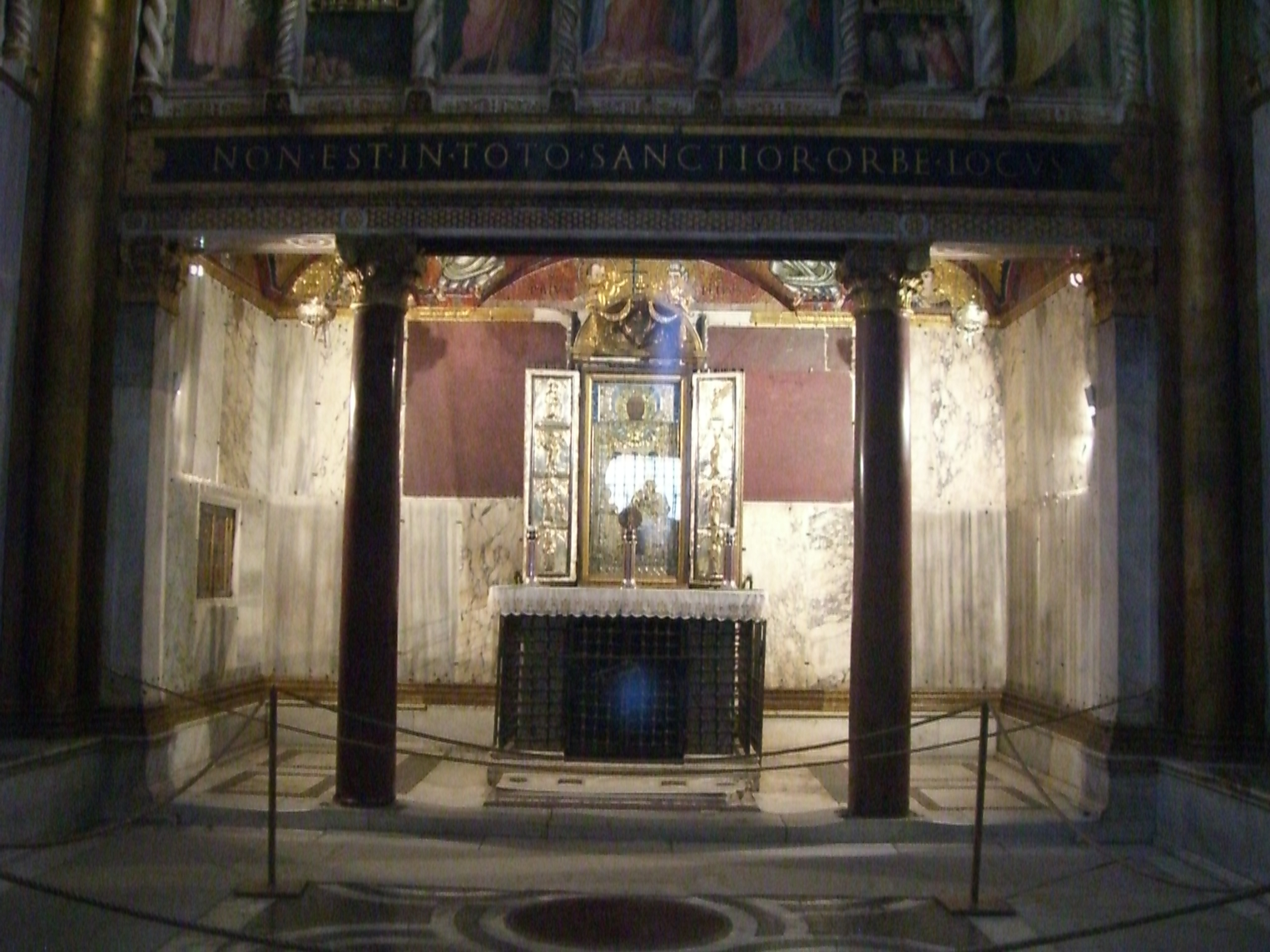
Su entorno.

Uronica (en latín sin tilde, en castellano Urónica) es la denominación de una imagen con fama de milagrosa, que se conserva en la capilla del Sancta Sanctorum de la iglesia de la Escalera Santa junto a San Juan de Letrán.
Inicialmente se asociaba a la reliquia de Cristo denominada Veronica (paño o lienzo de la Verónica), diferenciándose por ser la primera una tabla y la segunda una tela. La imagen, de origen incierto (se registra su uso procesional y como palladion por Sergio I y Esteban II, a finales del siglo VII y mediados del siglo VIII), pudo haber sido pintada en Roma en los siglos V o VI, como un Cristo entronizado con nimbo crucífero, portando en la mano izquierda el rollo de la Ley (Traditio legis) mientras bendice con la derecha (Cristo bendiciente). Fue fuertemente restaurada en muchas ocasiones, y durante el papado de Alejandro III (1159–1181) se sustituyó el rostro por el actual, pintado sobre seda y fijado sobre el original. En la época del papa Inocencio III (1198-1216) se cubrió casi totalmente con una obra de orfebrería, que se continuó engrandeciendo en ocasiones posteriores. En el siglo XV se añadieron los paneles laterales, también forradas de plata, que se cierran sobre la imagen, a modo de tríptico. El conjunto se cubría con un baldaquino de metal y madera dorada realizado por Caradaossi (1452–1527), que quedó destruido durante el saco de Roma de 1527, tras lo que se sustituyó por el actual.
Se decía que había sido pintada por San Lucas con ayuda de los ángeles; y que tenía tanto poder que un papa quedó ciego por haberla contemplado demasiado cerca, o al menos eso esa fue la razón que dieron a Giraldus Cambrensis para no enseñársela durante su estancia en Roma a comienzos del siglo XIII. También refiere que desde el momento en que el papa que se atrevió a mirar la imagen quedó cegado, se mandó cubrirla de oro y plata, excepto la rodilla derecha, de la que brotaba óleo curativo. De hecho, fue Giraldo el primero en nombrar Uronica a la imagen, y el primero en asociarla a San Lucas. La etimología de la palabra "Urónica", que el propio Giraldo indica que significa "genuina" (essentialis), podría provenir de la raíz hebrea ’wr que significa "ser claro", "iluminar", "ascender", y como sustantivo "llama", "luz"; aparece por ejemplo en Uriel ("luz de Dios"), que Isidoro de Sevilla pone en relación (erróneamente en términos filológicos, como muchas de sus Etimologías) con el episodio de la zarza ardiente.
Era objeto de un elaborado ritual, que incluía el beso de sus pies por el papa y nueve cardenales, que celebraban misa en su capilla, y una procesión (desde el siglo IX, con motivo de la fiesta de la Asunción de la Virgen) en la que "el Hijo" se encontraba con "la Madre" (el icono denominada Salus Populi Romani conservada en Santa Maria Maggiore), ambas imágenes muy veneradas por el pueblo por considerárselas protectoras contra los desastres.
La última vez que la imagen fue sometida a una inspección minuciosa fue en 1907, a cargo del historiador jesuita Joseph Wilpert.

## Cobertura
La cobertura de oro y plata, relativamente frecuente en los iconos orientales, se denomina en ruso риза (riza -"ropa"-). La obra de orfebrería que perfila el rostro (al modo de un nimbo) se denomina венец (venets, de la palabra eslava que significa "corona de flores").